# ATP Challenger Series 1995
L'ATP Challenger Series è il secondo livello di tornei per professionisti organizzata dall'ATP. Il circuito prevede tornei con un montepremi che può variare da 25.000 a 150.000 dollari.

## Gennaio
| Settimana  | Torneo                                                                                            | Campioni                                 | Finalisti                   | Semifinalisti                | Eliminati ai quarti                                    |
| ---------- | ------------------------------------------------------------------------------------------------- | ---------------------------------------- | --------------------------- | ---------------------------- | ------------------------------------------------------ |
| 2 gennaio  | Wellington Challenger 1995 Wellington, Nuova Zelanda Cemento $50 000+H Singolare - Doppio         | Brett Steven 6–3, 6–3                    | Martin Damm                 | Robbie Weiss Ján Krošlák     | Frederic Vitoux Steven Downs Brian Dunn Tommy Ho       |
| 2 gennaio  | Wellington Challenger 1995 Wellington, Nuova Zelanda Cemento $50 000+H Singolare - Doppio         | Mark Knowles Daniel Nestor 1–6, 6–4, 7–6 | Tommy Ho Kenny Thorne       | Robbie Weiss Ján Krošlák     | Frederic Vitoux Steven Downs Brian Dunn Tommy Ho       |
| 23 gennaio | Intersport Heilbronn Open 1995 Heilbronn, Germania Sintetico indoor $100 000+H Singolare - Doppio | David Rikl 7–5, 6–3                      | Frederik Fetterlein         | Bohdan Ulihrach Filip Dewulf | Jonas Svensson Arne Thoms Albert Chang Alexander Mronz |
| 23 gennaio | Intersport Heilbronn Open 1995 Heilbronn, Germania Sintetico indoor $100 000+H Singolare - Doppio | Sasa Hirszon Goran Ivanišević 6–4, 6–4   | Martin Sinner Joost Winnink | Bohdan Ulihrach Filip Dewulf | Jonas Svensson Arne Thoms Albert Chang Alexander Mronz |
| 30 gennaio | Lippstadt Challenger 1995 Lippstadt, Germania Sintetico indoor $100 000 Singolare - Doppio        |                                          |                             |                              |                                                        |
| 30 gennaio | Lippstadt Challenger 1995 Lippstadt, Germania Sintetico indoor $100 000 Singolare - Doppio        |                                          |                             |                              |                                                        |

## Febbraio
| Settimana   | Torneo                                                                                          | Campioni | Finalisti | Semifinalii | Eliminati ai quarti |
| ----------- | ----------------------------------------------------------------------------------------------- | -------- | --------- | ----------- | ------------------- |
| 6 febbraio  | Volkswagen Challenger 1995 Wolfsburg, Germania Sintetico Indoor $100 000 Singolare - Doppio     |          |           |             |                     |
| 6 febbraio  | Volkswagen Challenger 1995 Wolfsburg, Germania Sintetico Indoor $100 000 Singolare - Doppio     |          |           |             |                     |
| 13 febbraio | Hambüren Challenger 1995 Hambühren, Germania Sintetico Indoor $100 000 Singolare - Doppio       |          |           |             |                     |
| 13 febbraio | Hambüren Challenger 1995 Hambühren, Germania Sintetico Indoor $100 000 Singolare - Doppio       |          |           |             |                     |
| 13 febbraio | Mar del Plata Challenger 1995 Mar del Plata, Argentina Terra rossa $100 000 Singolare - Doppio  |          |           |             |                     |
| 13 febbraio |                                                                                                 |          |           |             |                     |
| 20 febbraio | Challenger DCNS de Cherbourg 1995 Cherbourg, Francia Cemento Indoor $50 000 Singolare - Doppio  |          |           |             |                     |
| 20 febbraio | Challenger DCNS de Cherbourg 1995 Cherbourg, Francia Cemento Indoor $50 000 Singolare - Doppio  |          |           |             |                     |
| 20 febbraio | Mendoza Challenger 1995 Mendoza, Argentina Terra rossa $100 000 Singolare - Doppio              |          |           |             |                     |
| 20 febbraio |                                                                                                 |          |           |             |                     |
| 27 febbraio | Hamburg Challenger 1995 Amburgo, Germania Sintetico Indoor $100 000 Singolare - Doppio          |          |           |             |                     |
| 27 febbraio | Hamburg Challenger 1995 Amburgo, Germania Sintetico Indoor $100 000 Singolare - Doppio          |          |           |             |                     |
| 27 febbraio | Indian Wells Challenger 1995 Indian Wells, USA Cemento $25 000 Singolare - Doppio               |          |           |             |                     |
| 27 febbraio |                                                                                                 |          |           |             |                     |
| 27 febbraio | Punta del Este Challenger 1995 Punta del Este, Uruguay Terra rossa $25 000+H Singolare - Doppio |          |           |             |                     |
| 27 febbraio |                                                                                                 |          |           |             |                     |

## Marzo
| Settimana | Torneo                                                                                 | Campioni | Finalisti | Semifinalii | Eliminati ai quarti |
| --------- | -------------------------------------------------------------------------------------- | -------- | --------- | ----------- | ------------------- |
| 6 marzo   | Garmisch Challenger 1995 Garmisch, Germania Cemento Indoor $100 000 Singolare - Doppio |          |           |             |                     |
| 6 marzo   | Garmisch Challenger 1995 Garmisch, Germania Cemento Indoor $100 000 Singolare - Doppio |          |           |             |                     |
| 13 marzo  | Agadir Challenger 1995 Agadir, Marocco Terra rossa $25 000 Singolare - Doppio          |          |           |             |                     |
| 13 marzo  | Agadir Challenger 1995 Agadir, Marocco Terra rossa $25 000 Singolare - Doppio          |          |           |             |                     |

## Aprile
| Settimana | Torneo                                                                                  | Campioni | Finalisti | Semifinalii | Eliminati ai quarti |
| --------- | --------------------------------------------------------------------------------------- | -------- | --------- | ----------- | ------------------- |
| 17 aprile | Monte Carlo Challenger 1995 Monte Carlo, Monaco Terra rossa $100 000 Singolare - Doppio |          |           |             |                     |
| 17 aprile | Monte Carlo Challenger 1995 Monte Carlo, Monaco Terra rossa $100 000 Singolare - Doppio |          |           |             |                     |
| 17 aprile | Nagoya Challenger 1995 Nagoya, Giappone Cemento indoor $25 000 Singolare - Doppio       |          |           |             |                     |
| 17 aprile |                                                                                         |          |           |             |                     |
| 24 aprile | Birmingham Challenger 1995 Birmingham, USA Terra verde $50 000+H Singolare - Doppio     |          |           |             |                     |
| 24 aprile | Birmingham Challenger 1995 Birmingham, USA Terra verde $50 000+H Singolare - Doppio     |          |           |             |                     |

## Maggio
| Settimana | Torneo                                                                                | Campioni | Finalisti | Semifinalii | Eliminati ai quarti |
| --------- | ------------------------------------------------------------------------------------- | -------- | --------- | ----------- | ------------------- |
| 1º maggio | Mumbai Challenger 1995 Bombay, India Cemento $100 000 Singolare - Doppio              |          |           |             |                     |
| 1º maggio | Mumbai Challenger 1995 Bombay, India Cemento $100 000 Singolare - Doppio              |          |           |             |                     |
| 1º maggio | Malta Challenger 1995 Sliema, Malta Cemento $50 000+H Singolare - Doppio              |          |           |             |                     |
| 1º maggio |                                                                                       |          |           |             |                     |
| 8 maggio  | Jerusalem Challenger 1995 Gerusalemme, Israele Cemento $35 000+H Singolare - Doppio   |          |           |             |                     |
| 8 maggio  | Jerusalem Challenger 1995 Gerusalemme, Israele Cemento $35 000+H Singolare - Doppio   |          |           |             |                     |
| 8 maggio  | BMW Ljubljana Open 1995 Lubiana, Slovenia Terra rossa $100 000+H Singolare - Doppio   |          |           |             |                     |
| 8 maggio  |                                                                                       |          |           |             |                     |
| 15 maggio | Dresden Challenger 1995 Dresda, Germania Terra rossa $100 000+H Singolare - Doppio    |          |           |             |                     |
| 15 maggio | Dresden Challenger 1995 Dresda, Germania Terra rossa $100 000+H Singolare - Doppio    |          |           |             |                     |
| 22 maggio | Budapest Challenger 1995 Budapest, Ungheria Terra rossa $35 000+H Singolare - Doppio  |          |           |             |                     |
| 22 maggio | Budapest Challenger 1995 Budapest, Ungheria Terra rossa $35 000+H Singolare - Doppio  |          |           |             |                     |
| 29 maggio | Asunción Challenger 1995 Asunción, Paraguay Terra rossa $100 000+H Singolare - Doppio |          |           |             |                     |
| 29 maggio | Asunción Challenger 1995 Asunción, Paraguay Terra rossa $100 000+H Singolare - Doppio |          |           |             |                     |

## Giugno
| Settimana | Torneo                                                                                        | Campioni | Finalisti | Semifinalii | Eliminati ai quarti |
| --------- | --------------------------------------------------------------------------------------------- | -------- | --------- | ----------- | ------------------- |
| 5 giugno  | Annenheim Challenger 1995 Annenheim, Austria Erba €30 000+H Singolare - Doppio                |          |           |             |                     |
| 5 giugno  | Annenheim Challenger 1995 Annenheim, Austria Erba €30 000+H Singolare - Doppio                |          |           |             |                     |
| 5 giugno  | Schickedanz Open 1995 Fürth, Germania Terra rossa €30 000+H Singolare - Doppio                |          |           |             |                     |
| 5 giugno  |                                                                                               |          |           |             |                     |
| 5 giugno  | Medellin Challenger 1995 Medellin, Colombia Terra rossa €30 000+H Singolare - Doppio          |          |           |             |                     |
| 5 giugno  |                                                                                               |          |           |             |                     |
| 12 giugno | Cali Challenger 1995 Cali, Colombia Terra rossa €42 000+H Singolare - Doppio                  |          |           |             |                     |
| 12 giugno | Cali Challenger 1995 Cali, Colombia Terra rossa €42 000+H Singolare - Doppio                  |          |           |             |                     |
| 12 giugno | Weiden Challenger 1995 Weiden, Germania Terra rossa $35 000+H Singolare - Doppio              |          |           |             |                     |
| 12 giugno |                                                                                               |          |           |             |                     |
| 19 giugno | Bogotà Challenger 1995 Bogotà, Colombia Terra rossa €42 000+H Singolare - Doppio              |          |           |             |                     |
| 19 giugno | Bogotà Challenger 1995 Bogotà, Colombia Terra rossa €42 000+H Singolare - Doppio              |          |           |             |                     |
| 19 giugno | Eisenach Challenger 1995 Eisenach, Germania Terra rossa €106 000+H Singolare - Doppio         |          |           |             |                     |
| 19 giugno |                                                                                               |          |           |             |                     |
| 19 giugno | Kosice Challenger 1995 Košice, Slovacchia Terra rossa $100 000+H Singolare - Doppio           |          |           |             |                     |
| 19 giugno |                                                                                               |          |           |             |                     |
| 26 giugno | Nord LB Open 1995 Braunschweig, Germania Terra rossa €106 000+H Singolare - Doppio            |          |           |             |                     |
| 26 giugno | Nord LB Open 1995 Braunschweig, Germania Terra rossa €106 000+H Singolare - Doppio            |          |           |             |                     |
| 26 giugno | Challenger ATP Club Premium Open 1995 Quito, Ecuador Terra rossa $35 000+H Singolare - Doppio |          |           |             |                     |
| 26 giugno |                                                                                               |          |           |             |                     |

## Luglio
| Settimana | Torneo                                                                                               | Campioni | Finalisti | Semifinalii | Eliminati ai quarti |
| --------- | --- | -------- | --------- | ----------- | ------------------- |
| 3 luglio  | Montauban Challenger 1995 Montauban, Francia Terra rossa €42 000+H Singolare - Doppio                |          |           |             |                     |
| 3 luglio  | Montauban Challenger 1995 Montauban, Francia Terra rossa €42 000+H Singolare - Doppio                |          |           |             |                     |
| 3 luglio  | Copa Sevilla 1995 Siviglia, Spagna Terra gialla €42 000+H Singolare - Doppio                         |          |           |             |                     |
| 3 luglio  | |          |           |             |                     |
| 10 luglio | Comerica Bank Challenger 1995 Aptos, Stati Uniti Cemento $75 000 Singolare - Doppio                  |          |           |             |                     |
| 10 luglio | Comerica Bank Challenger 1995 Aptos, Stati Uniti Cemento $75 000 Singolare - Doppio                  |          |           |             |                     |
| 10 luglio | West of England Challenger 1995 Bristol, Gran Bretagna Erba €42 000+H Singolare - Doppio             |          |           |             |                     |
| 10 luglio | |          |           |             |                     |
| 10 luglio | Ostend Challenger 1995 Ostenda, Belgio Terra rossa €30 000 Singolare - Doppio                        |          |           |             |                     |
| 10 luglio | |          |           |             |                     |
| 10 luglio | Ulm Challenger 1995 Ulma, Germania Terra rossa €42 000+H Singolare - Doppio                          |          |           |             |                     |
| 10 luglio | |          |           |             |                     |
| 17 luglio | BH Tennis Open International Cup 1995 Belo Horizonte, Brasile Cemento $35 000+H Singolare - Doppio   |          |           |             |                     |
| 17 luglio | BH Tennis Open International Cup 1995 Belo Horizonte, Brasile Cemento $35 000+H Singolare - Doppio   |          |           |             |                     |
| 17 luglio | Challenger Banque Nationale de Granby 1995 Granby, Canada Cemento $50 000 Singolare - Doppio         |          |           |             |                     |
| 17 luglio | |          |           |             |                     |
| 17 luglio | Lillehammer Challenger 1995 Lillehammer, Norvegia Terra rossa $50 000 Singolare - Doppio             |          |           |             |                     |
| 17 luglio | |          |           |             |                     |
| 17 luglio | Manchester Trophy 1995 Manchester, Gran Bretagna Erba €30 000 Singolare - Doppio                     |          |           |             |                     |
| 17 luglio | |          |           |             |                     |
| 17 luglio | Oberstaufen Cup 1995 Oberstaufen, Germania Terra rossa €30 000 Singolare - Doppio                    |          |           |             |                     |
| 17 luglio | |          |           |             |                     |
| 17 luglio | Siemens Open 1995 Scheveningen, Paesi Bassi Terra rossa €85 000 Singolare - Doppio                   |          |           |             |                     |
| 17 luglio | |          |           |             |                     |
| 24 luglio | Newcastle Challenger 1995 Newcastle, Gran Bretagna Cemento €30 000 Singolare - Doppio                |          |           |             |                     |
| 24 luglio | Newcastle Challenger 1995 Newcastle, Gran Bretagna Cemento €30 000 Singolare - Doppio                |          |           |             |                     |
| 24 luglio | Poznań Challenger 1995 Poznań, Polonia Terra rossa $50 000 Singolare - Doppio                        |          |           |             |                     |
| 24 luglio | |          |           |             |                     |
| 24 luglio | Prague Challenger 1995 Praga, Repubblica Ceca Terra rossa $75 000 Singolare - Doppio                 |          |           |             |                     |
| 24 luglio | |          |           |             |                     |
| 24 luglio | São Paulo Challenger 1995 San Paolo, Brasile Cemento $100 000 Singolare - Doppio                     |          |           |             |                     |
| 24 luglio | |          |           |             |                     |
| 24 luglio | Tampere Open 1995 Tampere, Finlandia Terra rossa €42 000 Singolare - Doppio                          |          |           |             |                     |
| 24 luglio | |          |           |             |                     |
| 31 luglio | Brasilia Challenger 1995 Brasilia, Brasile Cemento $100 000 Singolare - Doppio                       |          |           |             |                     |
| 31 luglio | Brasilia Challenger 1995 Brasilia, Brasile Cemento $100 000 Singolare - Doppio                       |          |           |             |                     |
| 31 luglio | Istanbul Challenger 1995 Istanbul, Turchia Cemento $100 000+H Singolare - Doppio                     |          |           |             |                     |
| 31 luglio | |          |           |             |                     |
| 31 luglio | Fifth Third Bank Tennis Championships 1995 Lexington, Stati Uniti Cemento $50 000 Singolare - Doppio |          |           |             |                     |
| 31 luglio | |          |           |             |                     |

## Agosto
| Settimana | Torneo                                                                                              | Campioni | Finalisti | Semifinalii | Eliminati ai quarti |
| --------- | --------------------------------------------------------------------------------------------------- | -------- | --------- | ----------- | ------------------- |
| 7 agosto  | Levene Gouldin & Thompson Tennis Challenger 1995 Binghamton, USA Cemento $50 000 Singolare - Doppio |          |           |             |                     |
| 7 agosto  | Levene Gouldin & Thompson Tennis Challenger 1995 Binghamton, USA Cemento $50 000 Singolare - Doppio |          |           |             |                     |
| 7 agosto  | Rio de Janeiro Challenger 1995 Rio de Janeiro, Brasile Cemento $50 000 Singolare - Doppio           |          |           |             |                     |
| 7 agosto  | |          |           |             |                     |
| 7 agosto  | Open Castilla y León 1995 Segovia, Spagna Cemento $125 000+H Singolare - Doppio                     |          |           |             |                     |
| 7 agosto  | |          |           |             |                     |
| 14 agosto | GHI Bronx Tennis Classic 1995 Bronx, USA Cemento $50 000 Singolare - Doppio                         |          |           |             |                     |
| 14 agosto | GHI Bronx Tennis Classic 1995 Bronx, USA Cemento $50 000 Singolare - Doppio                         |          |           |             |                     |
| 14 agosto | IPP Trophy 1995 Ginevra, Svizzera Terra $35 000+H Singolare - Doppio                                |          |           |             |                     |
| 14 agosto | |          |           |             |                     |
| 14 agosto | S Tennis Masters Challenger 1995 Graz, Austria Terra €30 000+H Singolare - Doppio                   |          |           |             |                     |
| 14 agosto | |          |           |             |                     |
| 21 agosto | Pilzen Challenger 1995 Plzeň, Repubblica Ceca Cemento $50 000 Singolare - Doppio                    |          |           |             |                     |
| 21 agosto | Pilzen Challenger 1995 Plzeň, Repubblica Ceca Cemento $50 000 Singolare - Doppio                    |          |           |             |                     |
| 28 agosto | Tashkent Challenger 1995 Tashkent, Uzbekistan Terra rossa $50 000 Singolare - Doppio                |          |           |             |                     |
| 28 agosto | Tashkent Challenger 1995 Tashkent, Uzbekistan Terra rossa $50 000 Singolare - Doppio                |          |           |             |                     |

## Settembre
| Settimana    | Torneo                                                                                         | Campioni | Finalisti | Semifinalii | Eliminati ai quarti |
| ------------ | ---------------------------------------------------------------------------------------------- | -------- | --------- | ----------- | ------------------- |
| 4 settembre  | Aruba Challenger 1995 Aruba, Aruba Cemento $50 000 Singolare - Doppio                          |          |           |             |                     |
| 4 settembre  | Aruba Challenger 1995 Aruba, Aruba Cemento $50 000 Singolare - Doppio                          |          |           |             |                     |
| 4 settembre  | Azores Challenger 1995 Azzorre, Portogallo Cemento $50 000 Singolare - Doppio                  |          |           |             |                     |
| 4 settembre  |                                                                                                |          |           |             |                     |
| 4 settembre  | Merano Challenger 1995 Merano, Italia Terra rossa $75 000 Singolare - Doppio                   |          |           |             |                     |
| 4 settembre  |                                                                                                |          |           |             |                     |
| 4 settembre  | Unicredit Czech Open 1995 Prostějov, Repubblica Ceca Terra rossa €127 000+H Singolare - Doppio |          |           |             |                     |
| 4 settembre  |                                                                                                |          |           |             |                     |
| 11 settembre | Budapest Challenger 2 1995 Budapest, Ungheria Terra rossa $35 000+H Singolare - Doppio         |          |           |             |                     |
| 11 settembre | Budapest Challenger 2 1995 Budapest, Ungheria Terra rossa $35 000+H Singolare - Doppio         |          |           |             |                     |
| 18 settembre | Ciutat de Barcelona 1995 Barcellona, Spagna Terra rossa $50 000+H Singolare - Doppio           |          |           |             |                     |
| 18 settembre | Ciutat de Barcelona 1995 Barcellona, Spagna Terra rossa $50 000+H Singolare - Doppio           |          |           |             |                     |
| 18 settembre | Tennis Napoli Cup 1995 Napoli, Italia Terra rossa $50 000+H Singolare - Doppio                 |          |           |             |                     |
| 18 settembre |                                                                                                |          |           |             |                     |
| 18 settembre | Singapore Challenger 1995 Singapore, Singapore Cemento $50 000+H Singolare - Doppio            |          |           |             |                     |
| 18 settembre |                                                                                                |          |           |             |                     |
| 25 settembre | Open de Charleroi 1995 Charleroi, Belgio Cemento $50 000+H Singolare - Doppio                  |          |           |             |                     |
| 25 settembre | Open de Charleroi 1995 Charleroi, Belgio Cemento $50 000+H Singolare - Doppio                  |          |           |             |                     |

## Ottobre
| Settimana  | Torneo                                                                                            | Campioni | Finalisti | Semifinalii | Eliminati ai quarti |
| ---------- | ------------------------------------------------------------------------------------------------- | -------- | --------- | ----------- | ------------------- |
| 2 ottobre  | Monterrey Challenger 1995 Monterrey, Messico Cemento $25 000+H Singolare - Doppio                 |          |           |             |                     |
| 2 ottobre  | Monterrey Challenger 1995 Monterrey, Messico Cemento $25 000+H Singolare - Doppio                 |          |           |             |                     |
| 2 ottobre  | Siracusa Challenger 1995 Siracusa, Italia Terra rossa $25 000+H Singolare - Doppio                |          |           |             |                     |
| 2 ottobre  |                                                                                                   |          |           |             |                     |
| 9 ottobre  | Challenger Ciudad de Guayaquil 1995 Guayaquil, Ecuador Terra rossa $25 000+H Singolare - Doppio   |          |           |             |                     |
| 9 ottobre  | Challenger Ciudad de Guayaquil 1995 Guayaquil, Ecuador Terra rossa $25 000+H Singolare - Doppio   |          |           |             |                     |
| 16 ottobre | Glendale Challenger 1995 Glendale, USA Cemento $25 000+H Singolare - Doppio                       |          |           |             |                     |
| 16 ottobre | Glendale Challenger 1995 Glendale, USA Cemento $25 000+H Singolare - Doppio                       |          |           |             |                     |
| 16 ottobre | Lima Challenger 1995 Lima, Perù Terra rossa $25 000+H Singolare - Doppio                          |          |           |             |                     |
| 16 ottobre |                                                                                                   |          |           |             |                     |
| 23 ottobre | Brest Challenger 1995 Brest, Francia Cemento indoor $35 000+H Singolare - Doppio                  |          |           |             |                     |
| 23 ottobre | Brest Challenger 1995 Brest, Francia Cemento indoor $35 000+H Singolare - Doppio                  |          |           |             |                     |
| 23 ottobre | Seoul Challenger Tennis 1995 Seul, Corea del Sud Terra rossa €35 000+H Singolare - Doppio         |          |           |             |                     |
| 23 ottobre |                                                                                                   |          |           |             |                     |
| 30 ottobre | Lambertz Open by STAWAG 1995 Aquisgrana, Germania Sintetico (indoor) €42 000+H Singolare - Doppio |          |           |             |                     |
| 30 ottobre | Lambertz Open by STAWAG 1995 Aquisgrana, Germania Sintetico (indoor) €42 000+H Singolare - Doppio |          |           |             |                     |
| 30 ottobre | Ahmedabad Challenger 1995 Ahmedabad, India Cemento $50 000+H Singolare - Doppio                   |          |           |             |                     |
| 30 ottobre |                                                                                                   |          |           |             |                     |

## Novembre
| Settimana   | Torneo                                                                                      | Campioni | Finalisti | Semifinalii | Eliminati ai quarti |
| ----------- | ------------------------------------------------------------------------------------------- | -------- | --------- | ----------- | ------------------- |
| 6 novembre  | Beijing Challenger 1995 Pechino, Cina Cemento €42 000+H Singolare - Doppio                  |          |           |             |                     |
| 6 novembre  | Beijing Challenger 1995 Pechino, Cina Cemento €42 000+H Singolare - Doppio                  |          |           |             |                     |
| 13 novembre | Nantes Challenger 1995 Nantes, Francia Cemento indoor €42 000+H Singolare - Doppio          |          |           |             |                     |
| 13 novembre | Nantes Challenger 1995 Nantes, Francia Cemento indoor €42 000+H Singolare - Doppio          |          |           |             |                     |
| 13 novembre | Reunion Island Challenger 1995 Reunion Island, Francia Cemento $50 000+H Singolare - Doppio |          |           |             |                     |
| 13 novembre |                                                                                             |          |           |             |                     |
| 20 novembre | Andorra Challenger 1995 Andorra, Andorra Cemento indoor $35 000+H Singolare - Doppio        |          |           |             |                     |
| 20 novembre | Andorra Challenger 1995 Andorra, Andorra Cemento indoor $35 000+H Singolare - Doppio        |          |           |             |                     |
| 20 novembre | Santiago Challenger 1995 Santiago, Cile Terra rossa $50 000+H Singolare - Doppio            |          |           |             |                     |
| 20 novembre |                                                                                             |          |           |             |                     |
| 27 novembre | Velenje Challenger 1995 Velenje, Slovenia Sintetico indoor $50 000+H Singolare - Doppio     |          |           |             |                     |
| 27 novembre | Velenje Challenger 1995 Velenje, Slovenia Sintetico indoor $50 000+H Singolare - Doppio     |          |           |             |                     |

## Dicembre
| Settimana   | Torneo                                                                             | Campioni | Finalisti | Semifinalii | Eliminati ai quarti |
| ----------- | ---------------------------------------------------------------------------------- | -------- | --------- | ----------- | ------------------- |
| 11 dicembre | Perth Challenger 1995 Perth, Australia Cemento indoor $25 000+H Singolare - Doppio |          |           |             |                     |
| 11 dicembre | Perth Challenger 1995 Perth, Australia Cemento indoor $25 000+H Singolare - Doppio |          |           |             |                     |